# Кулагин, Борис Иванович
Борис Иванович Кулагин (1924 — ?) — токарь Московского завода шлифовальных станков, лауреат Сталинской премии 1952 года.

## Биография
Перед войной окончил 7 классов и работал токарем на Московском заводе шлифовальных станков.
В 1942—1947 гг. в армии, закончил войну под Прагой.
После демобилизации в 1947 году вернулся на завод и включился в движение токарей-скоростников, зачинателем которого был Павел Быков. Применяя передовые методы обработки металла, за шесть лет выполнил более 26 годовых норм. Работая на старых станках, добился удлинения межремонтного периода их службы с 6 до 10 лет.

## Награды
Сталинская премия 1952 года — за коренные усовершенствования методов производственной работы.

## Сочинения
Автор брошюр:
- Мой опыт скоростной обработки и удлинения межремонтного срока службы токарного станка [Текст] / Б. И. Кулагин, лауреат Сталинской премии токарь Моск. завода шлифовальных станков. — Москва : ЦБТИ, 1952. — 24 с. : ил.; 21 см. — (Новаторы производства в станкостроении / М-во станкостроения СССР).
- Продлим срок службы станков [Текст] / Борис Кулагин, токарь-скоростник Моск. завода шлифовальных станков. — [Москва] : изд-во и 1-я тип. Профиздата, 1950. — 64 с. : ил. : 20 см — (Стахановцы новой сталинской пятилетки).
- Să prelungim durata de funcţionare a maşinilor [Текст] / Boris Culaghin. — [Bucureşti] : Ed. Confederaţiei generale a muncii, 1951. — 79 с.; 18 см.
- A szerszámgépek élettartamának meghosszabbítása [Текст] / B. Kulágin ; Fordította Neményi Gábor. — Budapest : Népszava, 1950. — 55 с. : ил.; 20 см. — (Szovjet sztahanovisták).